# The Baby Elephant (film 1913)
The Baby Elephant è un cortometraggio muto del 1913. Il nome del regista non viene riportato nei credit del film, un documentario di 95 metri distribuito nel settembre di quell'anno.
Nel 1907, la Vitagraph aveva già prodotto un altro cortometraggio dal titolo The Baby Elephant.

## Produzione
Il film fu prodotto dalla Vitagraph Company of America.

## Distribuzione
Distribuito dalla General Film Company, il film - un cortometraggio di 95 metri - uscì nelle sale cinematografiche statunitensi il 5 settembre 1913. Nelle proiezioni, veniva programmato con il sistema dello split reel, accorpato in un'unica bobina con un altro cortometraggio prodotto dalla Vitagraph, la commedia The Adventure of the Shooting Party.